# Parafia św. Jakuba Apostoła w Sztabinie
Parafia Świętego Jakuba Apostoła w Sztabinie – rzymskokatolicka parafia leżąca w dekanacie Lipsk należącym do diecezji ełckiej. 
Parafia została erygowana w 1895. Pierwszym proboszczem był ks. Szymon Błażanis. W latach 1901–1944 funkcję proboszcza pełnił ks. Jakub Rółkowski, budowniczy kościoła.